# Burkeho a Willsova výprava

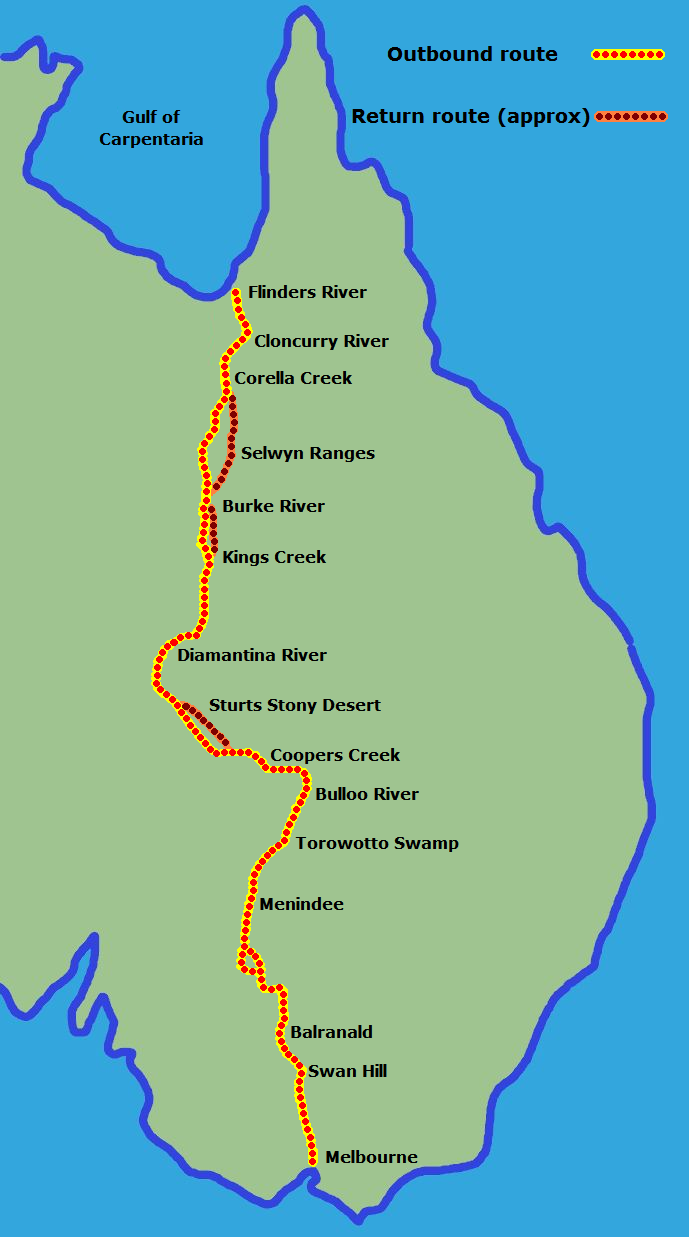
Trasa výpravy vedla napříč Austrálií z jihu na sever a zpět

Burkeho a Willsova výprava je název expedice, kterou v letech 1860–61 vedli Robert O'Hara Burke a William John Wills napříč Austrálií od jihu na sever a zpět. Devatenáctičlenná výprava měla za cíl přejít Austrálii z Melbourne na jihu až po Carpentarský záliv na severu a zpět, což znamenalo zdolat vzdálenost zhruba 3 250 kilometrů. V té době nebyla většina australského vnitrozemí prozkoumána nikým kromě domorodých Austrálců a pro evropské osadníky byla naprosto neznámá.
Cesta z jihu na sever proběhla úspěšně (výpravu zastavily až bažiny 5 kilometrů od severního pobřeží), ovšem zpáteční cesta se změnila v drama. Kvůli chybným rozhodnutím a také smůle zemřelo sedm mužů včetně obou vůdců výpravy. Pouze jediný muž, irský voják John King přešel celý světadíl a vrátil se zpět do Melbourne živý.

## Pozadí

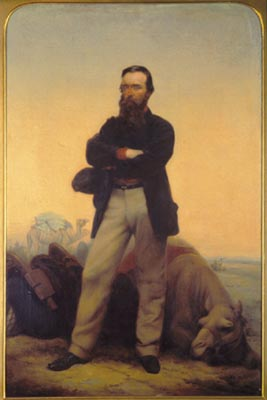
Robert O'Hara Burke na malbě Williama Strutta (1825–1915)

V roce 1851 bylo ve Victorii nalezeno zlato a následující zlatá horečka znamenala velký příliv migrantů, při kterém místní populace (míněna Victoria, ne celá Austrálie) vzrostla z 29 000 v roce 1851 na 140 000 v roce 1861 (pro srovnání, Sydney mělo v té době 94 000 obyvatel). Kolonie (Victoria) velice zbohatla a Melbourne rostlo tak překotně, že se záhy stalo největším australským městem a druhým největším městem Britského impéria. Rozvoj trval čtyřicet let a předznamenal éru známou jako "báječné Melbourne" ("marvellous Melbourne"). Příliv vzdělaných zlatokopů z Anglie, Irska a Německa vedl k rychlému zřizování škol, kostelů, učených společností, knihoven a uměleckých galerií. V roce 1855 byla založena Melbournská universita (The University of Melbourne) a Státní knihovna Victorie. Filosofický institut Victorie byl založen roku 1854 a po udělení Královské charty v roce 1859 se z něj stala Královská společnost Victorie.

## Výzkumný výbor
V roce 1857 byl ve Filosofickém institutu vytvořen Výzkumný výbor (Exploration Committee) s cílem posoudit uskutečnitelnost a zajistit vybavení výzkumné výpravy napříč kontinentem. Zatímco zájem o průzkum vnitrozemí v okolních koloniích Nový Jižní Wales a Jižní Austrálie byl docela silný, nadšení ve Victorii bylo značně omezené. Ani anonymní dar 1000 liber (který pocházel, jak se později ukázalo, od Ambrose Kytea) do Výzkumného fondu Královské společnosti nevzbudil větší zájem a až do roku 1860 v něm nebylo tolik peněz, aby stačily na financování výpravy.
Výzkumný výbor vypsal tendr na vedení Výzkumné výpravy kolonie Victoria. Pouze dva členové výboru, Ferdinand von Mueller a Wilhelm Blandowski, měli jakési zkušenosti s výzkumnými cestami, ale kvůli frakcionářství ve výboru byli soustavně přehlasováváni. Na vedoucího výpravy bylo navrhováno několik lidí a začátkem roku 1860 k tomu proběhlo několik schůzí. Tajným hlasováním výboru byl nakonec jako vůdce vybrán Robert O'Hara Burke a jako průzkumník, navigátor a jakýsi třetí důstojník byl doporučen William John Wills. Burke neměl žádné zkušenosti s výzkumnými cestami a bylo dost divné, že k vedení výpravy byl vybrán právě on. Byl to rodilý Ir, který ale dříve sloužil v rakouské armádě. Později se stal policejním komisařem a neměl vůbec žádné zkušenosti s životem v buši. Wills byl mnohem zkušenější, co se života v divočině týče. Právě Burkeho vedení mělo škodlivý vliv na průběh celé výpravy.
Místo toho, aby s sebou vzali dobytek, který bylo možno průběžně porážet v průběhu výpravy, se Výbor rozhodl pro experiment se sušeným masem. Tato zátěž znamenala tři vozy navíc, které pak celou výpravu znatelně zpomalovaly.

## Velbloudi
Velbloudi byli úspěšně využíváni při výzkumech pouští v jiných částech světa, ale do Austrálie bylo prvních sedm velbloudů přivezeno až v roce 1859. Vláda Victorie pověřila George Jamese Landellse nákupem 24 velbloudů v Indii pro pouštní výzkumy. Zvířata dorazila do Melbourne v červnu 1860 a Výzkumný výbor objednal ještě dalších šest z Cremorne Gardens od George Coppina. Velbloudi byli nejprve ustájeni ve stájích Parlamentu a později přesunuti do Royal Parku. Na výpravu bylo použito 26 velbloudů s tím, že šest (dva samci, dvě samice a dvě mláďata) zůstali v Royal Parku.

## Odjezd z Melbourne

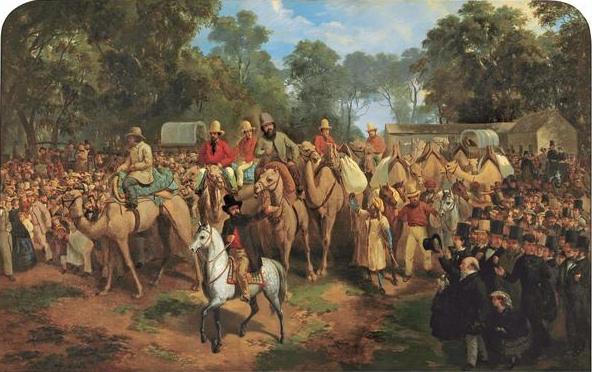
Odjezd výpravy z Royal Parku, olej na plátně, Nicholas Chevalier (1828–1902)

Výprava vyrazila z Royal Parku v Melbourne 20. srpna 1860 ve 4 hodiny odpoledne za účasti asi 15 000 diváků. Mezi 19 členy výpravy bylo 6 Irů, 5 Angličanů, 4 afghánští velbloudáři, tři Němci a jeden Američan. Výprava sestávala z 23 koní, 6 vozů a 26 velbloudů.
Výprava s sebou vezla obrovské množství vybavení, zahrnující dostatek jídla na dva roky, campingový stůl z dubového dřeva s cedrovým povrchem, dvě židle, rakety, vlajky a čínský gong. Celková hmotnost nákladu činila přes 20 tun. Protože člen výboru kapitán Francis Cadell nesouhlasil s jmenováním Burka za vedoucího výpravy, ten zase odmítl jeho nabídku, že by zásoby nalodil a převezl po moři do Adelaide a poté po řekách Murray a Darling tak, aby je bylo možno vyzvednout cestou. Místo toho bylo všechno naloženo na šest vozů. Jeden vůz se rozbil ještě než opustil Royal Park a do půlnoci prvního dne výprava dorazila pouze na předměstí do Essendonu. Tam se rozbily další dva vozy. Kvůli silným dešťům a mizerným cestám bylo cestování přes Victorii obtížné a časově náročné. 23. srpna se výprava dostala do Lancefieldu a tam
rozbila čtvrtý tábor. První volný den si výzkumníci udělali v neděli 26. srpna v táboře VI v Mia Mia.
6. září výprava dosáhla Swan Hillu a 15. září dospěla do Balranaldu. Aby odlehčili náklad, zanechali zde účastníci výpravy své zásoby cukru a limetkové šťávy, spolu s tím i část zásob zbraní a munice. V Gambale 24. září se Burke poprvé rozhodl naložit část zásob na velbloudy a pro odlehčení zátěže koním nařídil mužům jít pěšky. Hmotnost osobních předmětů omezil na 30 liber (14 kilogramů). V Bilbarce na řece Darling se Burke pohádal se svým prvním důstojníkem Landellsem, když se Burke rozhodl zanechat na místě 60 galonů (≈270 litrů) rumu, kterým měl Landells v úmyslu napájet velbloudy, ve víře, že tak předejde kurdějím.[ujasnit] V Kincheze Landells výpravu opustil, spolu s lékařem výpravy Hermannem Becklerem. Původně třetí důstojník Wills byl povýšen na druhého důstojníka. 12. října výprava dorazila do Menindee. Cesta dlouhá 750 km trvala dva měsíce, běžný poštovní dostavník jí přitom běžně zvládal jen za něco více než týden. Výpravu opustili dva z pěti důstojníků, propuštěno bylo 13 mužů a osm nových najato.
V červnu 1859 vláda Jižní Austrálie vypsala odměnu 2 000 liber (ekvivalent zhruba 289 000 australských dolarů v roce 2011) za první úspěšný přechod kontinentu západně od 143. poledníku. Výzvy se ujal zkušený výzkumník John McDouall Stuart. Burke měl obavy, že Stuart bude u severního pobřeží rychleji a byl stále netrpělivější s pomalým postupem výpravy, který často činil pouze 2 míle (3,2 kilometru) za hodinu. Burke se nakonec rozhodl rozdělit skupinu, vybral si nejsilnější koně, sedm nejlepších mužů a malou část zásob a vyrazil ke Cooper Creeku. Tam hodlal počkat na zbytek výpravy. Burkeova skupina opustila Menindee 19. října za vedení Williama Wrighta. Cesta byla relativně snadná, neboť po deštích byl v krajině dostatek vody a panovaly i příjemné teploty. které jen dvakrát za celou cestu ke Cooper Creeku překročily 32 °C. U bažin Torowotto byl Wright odeslán samotný zpět, aby přivedl zbytek expedice a zásob, Burke pokračoval ke Cooper Creeku.

## Cooper Creek

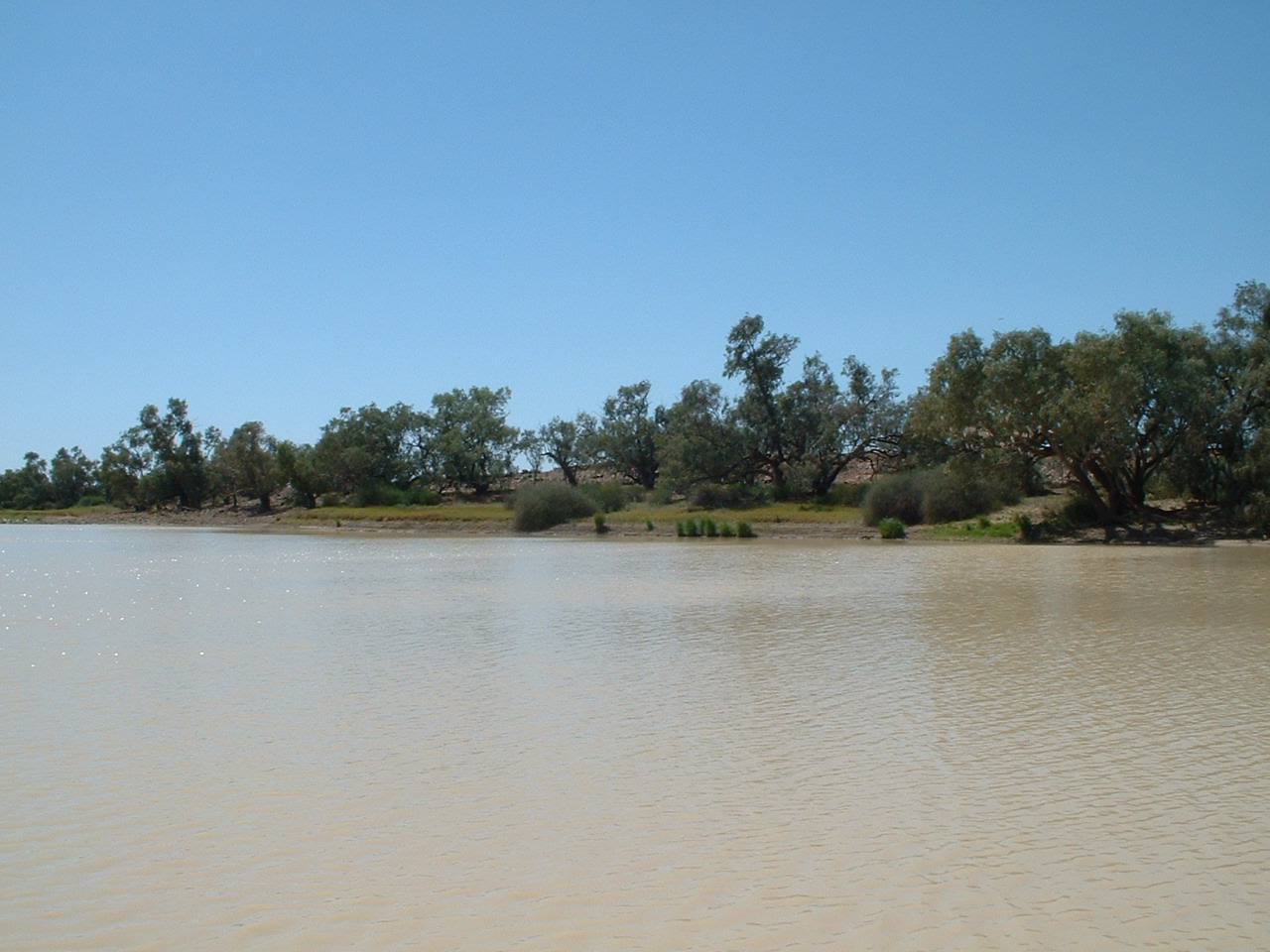
Bullah Bullah Waterhole na Cooper Creeku

V roce 1860 představoval Cooper Creek hranici území prozkoumaného Evropany. K řece dospěl kapitán Charles Sturt v roce 1845 a Augustus Charles Gregory v roce 1859. Burke sem dorazil 11 listopadu. Postavil zde tábor LXIII (tábor 63) a zahájil průzkum směrem na sever. Záplava krys donutila muže tábor přestěhovat a postavili tedy nový tábor níže po proudu u Bullah Bullah Waterhole. To byl tábor LXV (tábor 65). Byla vztyčena palisáda a místo dostalo název Fort Wills.
Předpokládalo se, že Burke vyčká v Cooper Creeku do (australského) podzimu, tedy března následujícího roku, aby se výprava vyhnula úmorným letním vedrům. Burke ale čekal pouze do neděle 16. prosince, kdy se rozhodl pokračovat v cestě ke Carpentarskému zálivu. Znovu rozdělil skupinu. Velením tábora pověřil Williama Braha, s ním v táboře zůstali Dost Mahomet, William Patton a Thomas McDonough. Burke, Wills, John King a Charles Gray vyrazili k zálivu se šesti velbloudy, jedním koněm a jídlem sotva na tři měsíce. V Austrálii v té době vrcholilo léto a nejvyšší denní teploty často dosahovaly 50 °C ve stínu, k tomu v kamenitých pouštích Strzelecki a Sturt Stony Deserts byl stín málokde k nalezení. Brahe dostal od Burka rozkaz vyčkat v táboře tři měsíce; Wills, který měl k dispozici mapy, byl ovšem opatrnější a střízlivěji odhadoval úkol, který před výpravou leží a tajně instruoval Braha, aby vyčkal čtyři měsíce.

## Carpentarský záliv

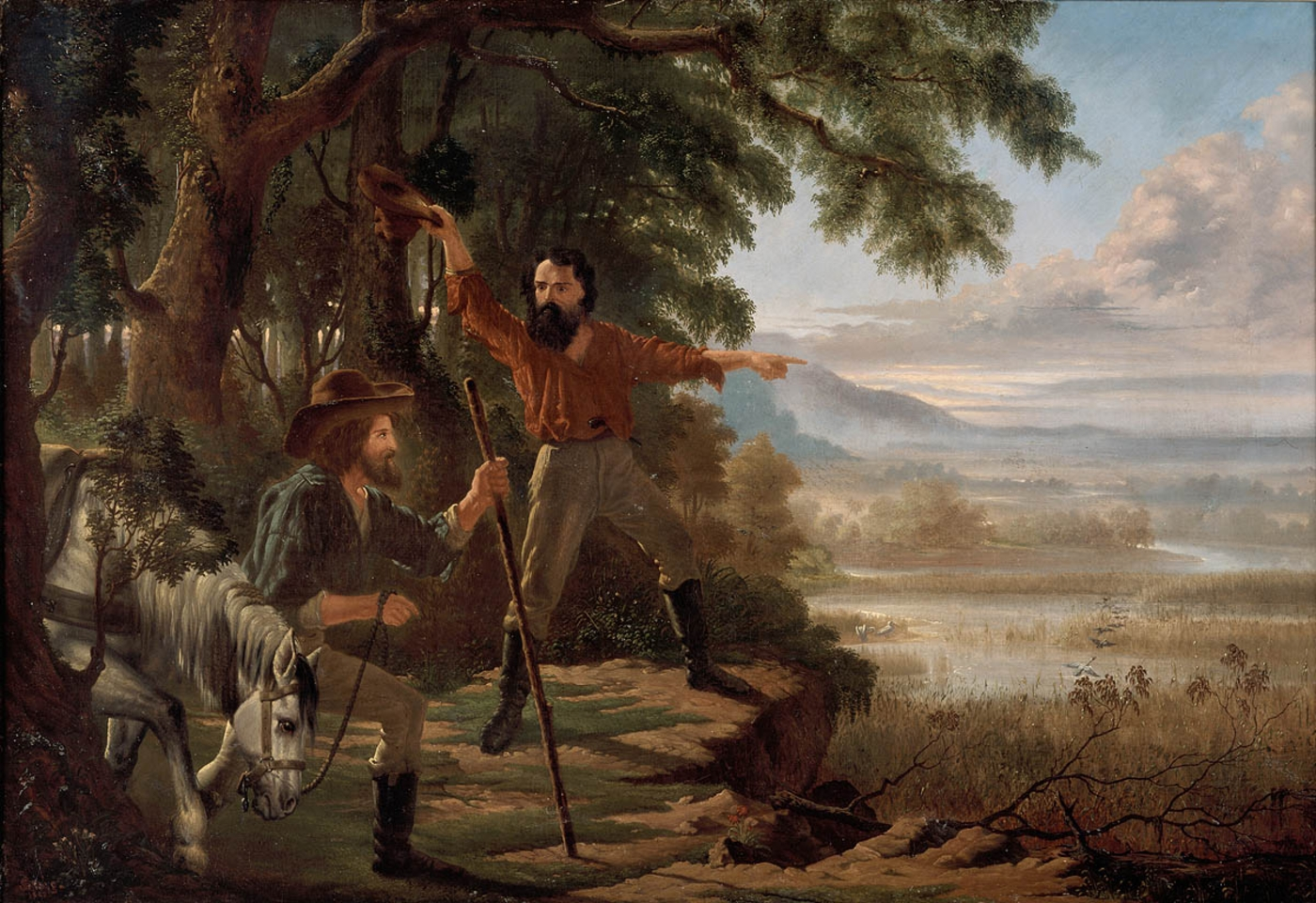
Příchod Burkeho a Willse k řece Flinders, olej na plátně, John Longstaff (1861–1941)

Kromě horka byla cesta na sever až překvapivě snadná. V krajině byl po nedávných deštích stále ještě dostatek vody a domorodci byli oproti očekávání přátelští. 9. února Burkeovi muži dosáhli Little Bynoe River, jednoho z ramen delty řeky Flinders, kde zjistili, že k pobřeží oceánu se nedostanou, neboť v cestě jim stojí mangrovové močály. Burke a Wills zanechali velbloudy s Kingem a Grayem v táboře CXIX (tábor 119) a pokoušeli se o průchod močály, ovšem po 24 kilometrech se rozhodli pro návrat. Zásoby se příliš rychle krátily. Zbývalo jídlo na 27 dní, přitom cesta od Cooper Creeku jim zabrala 59 dní.

## Cesta zpět
Cestou na sever bylo počasí horké a suché, během cesty zpátky ovšem začala sezóna dešťů a výpravu bičovaly tropické monzunové deště. Velbloud jménem Golah Sing byl opuštěn 4. března, když nebyl schopen dále pokračovat. Během cesty byli zastřeleni a snědeni další tři velbloudi a jediný kůň, Billy, byl zastřelen 10. dubna v blízkosti Diamantina River, jižně od dnešního Birdsville. Vybavení bylo zanecháváno na různých místech v závislosti na tom, jak se snižoval počet tažných zvířat.
Aby déle vydrželi se zásobami jídla, jedli listy šruchy (Portulaca). Gray chytil pětikilového hroznýše, který byl také sněden. Burke i Gray vzápětí onemocněli úplavicí. Grayovi bylo zle, ale Burke se domníval, že jen předstírá. 25. března byl Gray přichycen, jak ze zásob krade skilligolee (druh vodnaté polévky) a Burke jej zbil. 8. dubna nebyl Gray schopen dalšího pochodu. Zemřel 17. dubna na úplavici v blízkosti místa, které nazvali Polygonum Swamp. Místo Grayovy smrti je neznámé, obecně však panuje přesvědčení, že se jedná o Lake Massacre na území Jižní Austrálie.
Tři zbývající muži se na den zastavili, aby Graye pohřbili a aby nabrali trochu sil, neboť již byli značně vyčerpaní hladem a únavou. Ke Cooper Creeku dorazili 21. dubna, jen aby zjistili, že tábor byl před několika hodinami opuštěn.

## Návrat ke Cooper Creeku

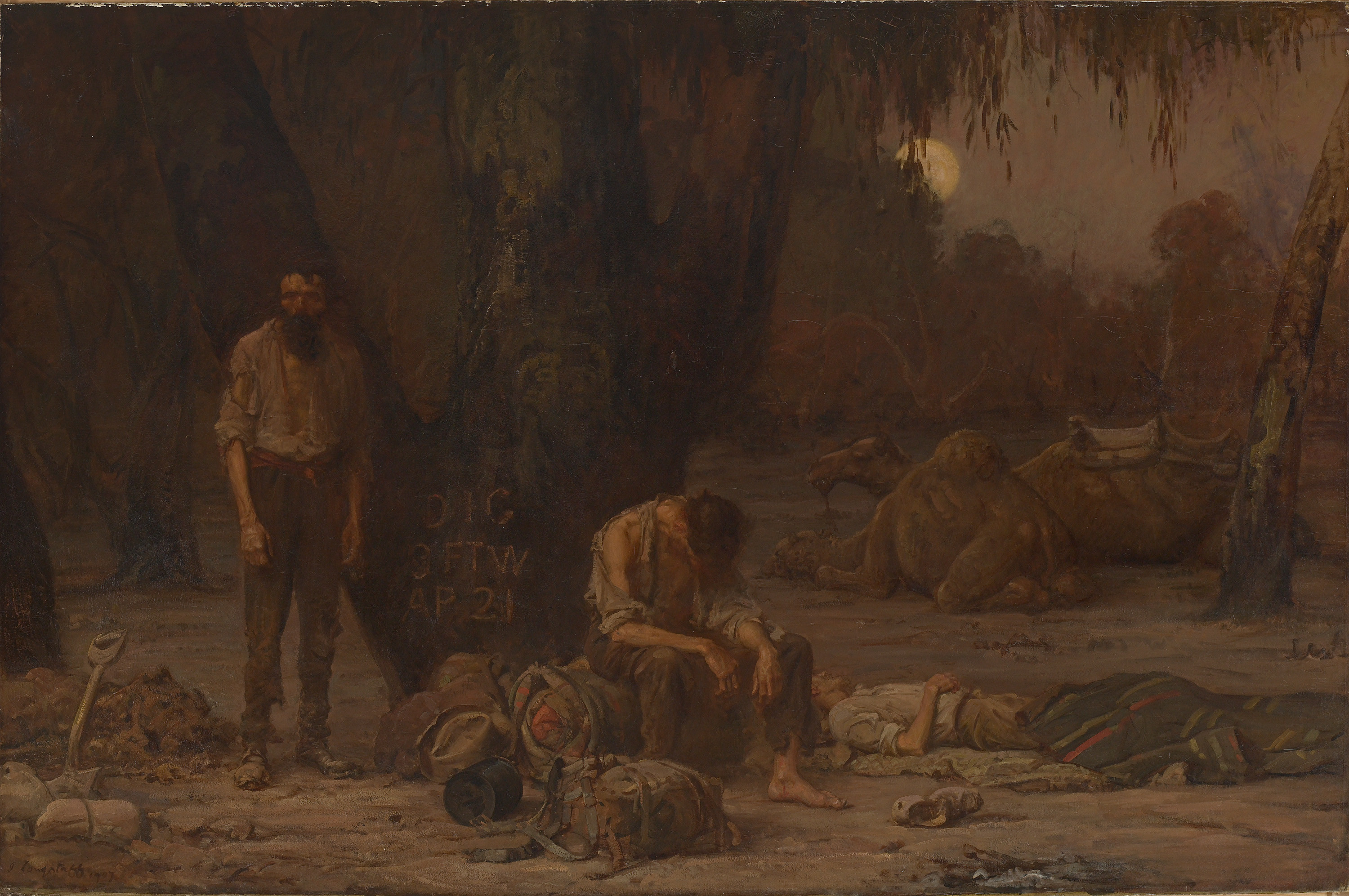
Příchod Burkeho, Willse a Kinga do opuštěného tábora u Cooper Creeku, neděle 21. dubna 1861; olej na plátně, John Longstaff (1861–1941)

Burke nařídil Brahemu a osádce tábora, aby vyčkali u Cooper Creeku 13 týdnů. Skupina čekala celých 18 týdnů a pomalu jí začaly docházet zásoby a muži začali pociťovat příznaky kurdějí. Začali věřit, že Burke se z výpravy ke Carpentarskému zálivu nikdy nevrátí. Poté, co si jeden z jeho mužů zranil nohu, rozhodl se Brahe pro návrat do Menindee, ale před odchodem zakopal část zbylých zásob pro případ, že by se Burke přece jen vrátil, a vyryl do stromu v táboře vzkaz, aby příslušné místo označil.
Brahe opustil tábor ráno 21. dubna 1861. Burke, Wills a King dorazili tentýž den večer. Když našli tábor prázdný, vykopali podle instrukcí zásoby a dopis objasňující, že osádka tábora vzdala čekání a vyrazila zpět do Menindee. Burkeho muži přišli pozdě o pouhých devět hodin. Tři muži a zbývající dva velbloudi byli příliš vyčerpaní; neměli šanci Braheho skupinu dostihnout.
Rozhodli se pro odpočinek a nabrání sil, přičemž spotřebovávali zanechané zásoby. Wills a King se chtěli vracet do Menindee stejnou cestou, jakou ke Cooper Creeku výprava přijela, ovšem Burke jako velitel výpravy jejich návrh zamítl a rozhodl, že se místo toho pokusí dosáhnout nejzazší výspy pastýřského osídlení Jižní Austrálie, dobytkářské stanice v blízkosti Mount Hopeless. To znamenalo cestu na jihozápad skrz poušť v celkové délce zhruba 240 kilometrů. Burke, Wills a King sepsali dopis objasňující jejich záměry a zakopali jej zpět do schrány v táboře. Bohužel nezměnili údaje na stromě. Vyrazili 23. dubna, po proudu Cooper Creeku a potom do pouště Strzeleckého (anglicky Strzelecki Desert) ve směru na Mount Hopeless.
Mezitím na cestě zpět do Menindee se Brahe setkal se zásobovací výpravou vedenou Wrightem. Oba muži se rozhodli vrátit zpět ke Cooper Creeku, přesvědčit se, zda se Burke přece jen nevrátil. Když tam v neděli 8. května dorazili, Burke byl již na cestě k Mount Hopeless a tábor byl opět pustý. Burke, Wills a King byli 56 km daleko. Vzhledem k tomu, že značky na stromě byly nedotčené, Brahe a Wright předpokládali, že se Burke nevrátil, a nenapadlo je přesvědčit se, zda zásoby ve skryté schráně jsou stále nedotčené. Opustili tábor a vrátili se k čekající skupině, se kterou zamířili zpět do Menindee.

### Kontroverze
Brahe by možná zůstal u Cooper Creeku déle, ale jeden z jeho mužů, kovář Patton, si vážně zranil nohu při pádu z koně, takže bylo rozhodnuto vyrazit dané ráno zpět do Menindee. Patton zemřel na komplikace o šest týdnů později. Burke a Wills debatovali, zda vyrazit za Brahem a jeho muži (a pokusit se je dohnat), byli však příliš vyčerpaní a rozhodli se vyčkat.
Zásobovací mise, vedená Williamem Wrightem, měla v té době vlastní problémy. Wrightovým úkolem bylo dopravit zásoby z Menindee ke Cooper Creeku, na cestu však byl schopen vyrazit až v lednu 1861. Jeho zpoždění mělo za následek, že byl následně obviněn ze zavinění Burkeho a Willsovy smrti. Alan Moorehead napsal ohledně „záhadných okolností“ Wrightova zpoždění:
„Nebyl zde žádný důvod pro trestní řízení vůči Wrightovi, přesto byl veřejně odsouzen jako hlavní viník, a této reputace se těžko mohl někdy zbavit. Stáhl se z veřejného života kamsi do Adelaide a zanechal za sebou přetrvávající záhadu: co jej doopravdy zdrželo? Bylo hlavním důvodem, že chtěl mít jistotu, že dostane plat? Nechtěl opustit ženu, rodinu a pohodlí osídlených míst? Byl hloupý, líný a lhostejný: člověk neschopný myslet na nikoho jiného než sám na sebe? Nebo byl jen další obětí stejného řetězu chyb a špatných rozhodnutí, které doprovázely expedici od samého začátku? Tyto otázky asi nebudou nikdy zodpovězeny.“
Podrobná studie Wrightova jednání od Toma Bergina z roku 1982 ukázala, že nedostatek peněz a malý počet tažných zvířat postavil Wrighta do nezáviděníhodné pozice. Jeho požadavkům na Výzkumný výbor bylo vyhověno až na začátku ledna, kdy horké počasí a nedostatek vody v krajině znamenaly, že Wrightova kolona postupovala jen velmi pomalu. Výpravu navíc obtěžovali domorodci. Tři muži, doktor Ludwig Becker, Charles Stone a William Purcell zemřeli cestou na podvýživu. Cestou na sever se Wright zastavil u Koorliatto Waterhole na Bulloo River, kde pátral po stopách Burkeovy výpravy. Zde jej nalezl Brahe se svými muži.

## The Dig Tree

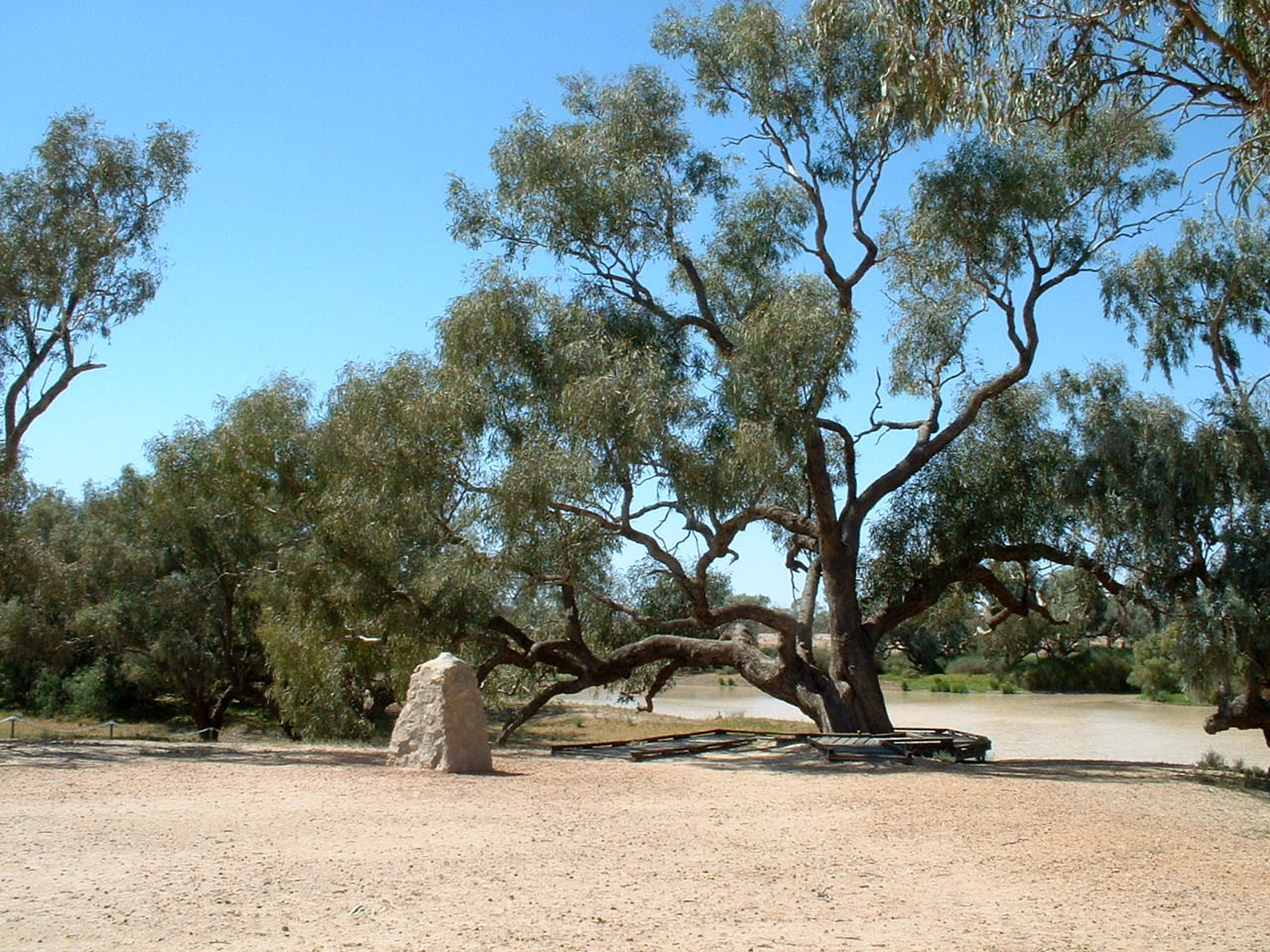
The Dig Tree u Cooper Creeku

Strom v táboře na Cooper Creeku, na který Brahe vydlabal štítek s nápisem, aby označil umístění skrytých zásob, je druh eukalyptu, který Australané označují jako 'coolibah' (Eucalyptus coolabah, dříve Eucalyptus microtheca). Strom stojí dodnes, jeho stáří je odhadováno na 250 let. Je označován jako The Dig Tree. Jsou na něm tři štítky s nápisy: číslo tábora, datum vyrytí a instrukce ke kopání. Dva nápisy časem zarostly, čitelné zůstalo pouze číslo tábora.
Strom je oficiálním památným místem, nalezneme jej v oficiálním seznamu památných míst státu Queensland.

## Burke, Wills a King sami u Cooper Creeku
Po opuštění The Dig Tree trojice málokdy urazila více než 5 mil (8 km) za den. Jeden ze dvou zbývajících velbloudů, Landa, uvízl v Minkie Waterhole a druhý, Radja, byl zastřelen, když nebyl schopen pokračovat v cestě. Bez tažných zvířat nebyli Burke, Wills a King schopní nést dostatek vody, aby mohli překročit kamenitou poušť Strzelecki Desert k Mount Hopeless. Byli tedy nuceni zůstat v blízkosti řeky. Docházely jim zásoby a stále více se projevovala podvýživa a celkové vyčerpání. Místní domorodci jim výměnou za cukr dali ryby, lusky zvané „padlu“ a placky vyrobené ze sporokarpů (obal s výtrusnicemi) kapraďovité rostliny „ngardu“ (též „nardoo“, Marsilea drummondii).
Koncem května 1861 se Wills vrátil k The Dig Tree aby zde v bezpečné schránce uschoval svůj deník a další záznamy výpravy. Burke ve svém deníku hořce kritizoval Braha, že za sebou nezanechal žádná zvířata či zásoby. Když byl Wills mimo tábor, Burke zbytečně vystřelil z pistole na jednoho z domorodců, čímž celou skupinu zahnal na útěk. Do měsíce po odchodu domorodců jak Burke, tak Wills zemřeli.

## Smrt

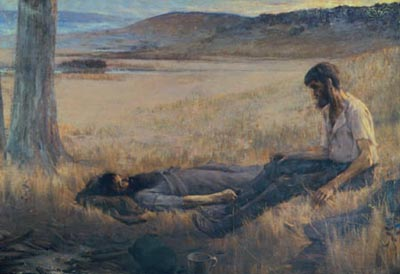
Burkeho smrt, olej na plátně, Artur Loureiro (1853–1941)

Koncem června 1861 během postupu proti proudu řeky, kdy se pokoušeli najít tábor domorodců, Wills se stal příliš slabým, aby mohl dále pokračovat. Na vlastní žádost byl zanechán u Breerily Waterhole s malou zásobou jídla, vodou a přístřeškem. Burke a King pokračovali proti proudu řeky další dva dny, než byl Burke vyčerpán natolik, že nemohl dál. Následujícího rána Burke zemřel. King zůstal u jeho těla další dva dny a pak se vracel podél řeky zpět k Breerily Waterhole, kde zjistil, že Wills je rovněž po smrti.
Přesná data úmrtí Burkeho a Willse jsou neznámá a na různých památnících ve státě Victoria najdeme různá data. Výzkumný výbor uvádí jako den úmrtí obou cestovatelů 28. červen 1861. Kingovi se podařilo najít skupinu domorodců, kteří mu poskytli jídlo a přístřešek výměnou za to, že střílením ptáků doplňoval společné zásoby.

### Příčina smrti
Cestovatelé netušili, že sporokarpy „ngardu“ obsahují thiaminázu, enzym který v těle rozkládá (metabolizuje) vitamín B1 (thiamin). Je možné, že nepřipravovali placky dle aboriginských receptů. Sporokarpy „ngardu“ vyžadují při zpracování na mouku a těsto specifickou přípravu, která potlačí škodlivé účinky thiaminázy, které muži pociťovali. Přestože jedli, byli stále slabší. Wills ve svém deníku zmiňuje svůj špatný stav, zároveň však uvádí, že „dieta“ na plackách „ngardu“ rozhodně není nepříjemná.
Je tedy pravděpodobné, že smrt Burkeho a Willse byla přinejmenším zčásti zaviněna nemocí z nedostatku vitamínu B1, známou pod názvem beri-beri. Tuto hypotézu podporuje i Kingova zpráva, ve které uvádí, že Burke si krátce před smrtí stěžoval na bolesti nohy a zad.

## Pátrací expedice
Po zmizení Burkeho mužů bylo vypraveno celkem šest expedic, které měly za úkol pátrat po jejich osudu. Z toho dvě byly financovány Výzkumným výborem, dvě Královskou společností Victorie a jedna vládou Jižní Austrálie. Dvě se vydaly po moři do Carpentarského zálivu, zbylé začaly s hledáním z různých směrů po pevnině.

### Victorijská pátrací expedice
Po šesti měsících, kdy o Burkeho expedici nebyly žádné zprávy, se tisk začal ptát po jejím osudu. Tlak veřejnosti po odpovědích stoupal. Výzkumný výbor 13. června 1861 odsouhlasil vyslání pátrací skupiny, která by našla Burkeho muže a v případě nutnosti jim poskytla podporu. Victorijská pátrací expedice (The Victorian Relief Expedition) opustila Melbourne 26. června 1861 pod vedením Alfreda Williama Howitta. U Loddon River se Howitt setkal s Brahem, který se vracel od Copper Creeku. Jelikož Brahe netušil nic o osudu Burkeho mužů, Howitt usoudil, že pro pátrání bude potřeba mnohem větší výpravy. U Loddon River zanechal tři své muže a vrátil se s Brahem do Melbourne, aby podal zprávu Výzkumnému výboru. 30. června rozšířená expedice vyrazila znovu na cestu. Ke Cooper Creeku výprava dorazila 3. září, k tábořišti u The Dig Tree 11. září. O čtyři dny později pak Edwin Welch objevil Kinga, žijícího mezi domorodci. Během dalších devíti dní Howitt objevil ostatky Wellse i Burkeho a řádně je pohřbil. King v bídném stavu přežil i dvouměsíční cestu zpět do Melbourne a zemřel o jedenáct let později ve věku 33 let. Z útrap expedice se nikdy plně nezotavil. Je pohřben na melbournském ústředním hřbitově (Melbourne General Cemetery).

### HMCSS Victoria
4. srpna 1861 vyplula z Melbourne HMCSS Victoria pod vedením Williama Henryho Normana s příkazem prohledat pobřeží Carpentarského zálivu. Po přistání v Brisbane se na palubu nalodili členové Queenslandské pátrací expedice (The Queensland Relief Expedition, viz níže). Victoria doplula do Carpentarského zálivu koncem září 1861. Zde se členové Queenslandské pátrací expedice vylodili, a loď i pozemní skupina začaly prohledávat pobřeží zálivu.

### Queenslandská pátrací expedice
Po vylodění z Victorie v říjnu 1861 výprava pod vedením Williama Landsborougha nejprve pátrala na pobřeží Carpentarského zálivu po stopách Burkeho expedice. Později se muži vydali na jih a úspěšně překročili kontinent od severu k jihu, když do Melbourne dorazili v říjnu 1862. Výprava tak získala odměnu 2 000 liber za první úspěšný přechod kontinentu severojižním směrem.

### Druhá Victorijská pátrací expedice
Druhou Victorijskou pátrací expedici (opět The Victorian Relief Expedition) vedl Frederick Walker. Výprava sestávající ze dvanácti mužů na koních vyrazila z Rockhamptonu 7. září 1861 s cílem dosáhnout pobřeží Carpentarského zálivu. Našli Burkeho stopy a sledovali je až do jeho nejsevernějšího tábora, zde se jim však stopa ztratila. 4. prosince se Walkerovi muži střetli se skupinou domorodců a v následném boji jich 12 zabili. 7. prosince se Walker setkal s Victorií. Jeho skupina dále pokračovala ve zkoumání pobřeží Carpentarského zálivu.

### Jihoaustralská pátrací expedice
K vedení expedice (The South Australian Burke Relief Expedition) byl vybrán John McKinlay. Expedice vyrazila z Adelaide 16. srpna 1861. 20. října nalezla výprava v blízkosti močálu Polygonum Swamp nedaleko Cooper Creeku hrob Evropana, o kterém se domnívali, že je to Gray. V blízkosti nalezli i další hrob, takže McKinlay předpokládal, že výprava zde byla povražděna a pojmenoval místo Massacre Lake. Poté, co se McKinlay dozvěděl, že pozůstatky Burkeho a Willse byly objeveny Howittem, rozhodl se prozkoumat území ve směru na Central Mount Stuart. Zastavily jej však silné deště a záplavy. McKinley se tedy rozhodl zamířit do Carpentarského zálivu, kde jak doufal, ještě zastihne Victorii. 20. května 1862 dospěl McKinley do vzdálenosti 8 kilometrů od pobřeží, ovšem krajina mezi ním a pobřežím se ukázala neprůchodná. Vydal se tedy na východ s cílem dosáhnout Port Denisonu na severním pobřeží Queenslandu. 2. srpna 1862 McKinlay dorazil do obchodní stanice na Bowen River a po několika dnech odpočinku pokračoval do Port Denisonu. Výprava se poté po moři vrátila do Adelaide. McKinlay obdržel od jihoaustralské vlády odměnu 1 000 liber a od anglické Královské zeměpisné společnosti (Royal Geographical Society) zlaté hodinky.

### Victorijská pátrací skupina
Victorijská pátrací skupina (The Victorian Exploration Party) byla druhou expedicí pod vedením Alfreda Howitta, který byl pověřen návratem ostatků Burkeho a Willse do Melbourne. Howitt vyrazil z Melbourne 9. prosince 1861. Po delším pobytu v Menindee a u Mount Murchison výprava dorazila 25. února 1862 ke Cooper Creeku. Zde rozbili tábor v blízkosti Cullyamurra Waterhole. Odtud Howitt podnikl množství průzkumných výprav po okolí. Ostatky Burkeho a Willse byly exhumovány 13. dubna 1862.
Howitt pokračoval ve zkoumání australského vnitrozemí ještě dalších šest měsíců, než se v listopadu 1862 vydal na cestu zpět do obydlených oblastí. 8. prosince výprava dorazila do Clare v Jižní Austrálii. Howitt a lékař expedice pokračovali dále do Adelaide, zbytek expedice je následoval o tři dny později vlakem. Odtud byly ostatky Burkeho a Willse převezeny do Melbourne, kam dorazily 29. prosince 1862.

## Vyšetřování a památka

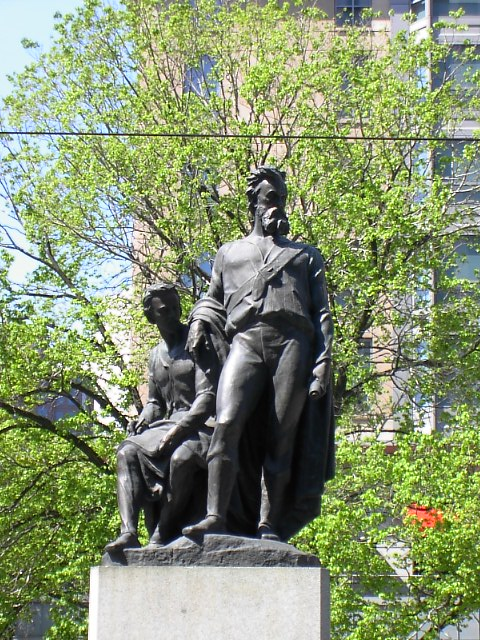
Sousoší Burkeho a Willse od Charlese Summerse na rohu Collins Street a Swanston Street v Melbourne

Vláda Victorie ustanovila k objasnění okolností smrti Burkeho a Willse vyšetřovací komisi. Howitt byl vyslán zpět ke Cooper Creeku, aby přivezl těla. Cestovatelům byl vystrojen státní pohřeb, který se konal 21. ledna 1863 v Melbourne.
Pohřební vůz byl modelován dle vozu použitého při pohřbu vévody z Wellingtonu o deset let dříve. Podle dobových zpráv se pohřbu účastnilo na 40 000 lidí. Burke a Wills byli pohřbeni na melbournském ústředním hřbitově (Melbourne General Cemetery).
I přes tragický osud výprava zcela neselhala. Doplnila bílá místa v znalostech o australském vnitrozemí a dokázala, že se ve středu Austrálie nenalézá žádné vnitrozemské moře. Každá z pátracích expedic rovněž přispěla významným dílem k poznávání země, kterou jednotlivé výpravy procházely.
V následujících letech bylo vztyčeno několik památníků na různých místech Austrálie. V roce 1890 byl odhalen památník v melbournském Royal Parku. Nápis na památníku zní:
This memorial has been erected to mark the spot from whence the Burke and Wills Expedition started on 20 August 1860. After successfully accomplishing their mission the two brave leaders perished on their return journey at Coopers Creek in June 1861.
Překlad: Tento památník byl vztyčen, aby označoval místo, odkud vyšla 20. srpna 1860 expedice Burkeho a Willse. Po úspěšném splnění mise dva odvážní vůdci zahynuli během zpáteční cesty u Cooper Creeku v červnu 1861.
V roce 1983 australská pošta vydala poštovní známku s portréty obou cestovatelů. Další čtyři známky byly vydány v roce 2010 ke 150. výročí expedice.
V roce 1918 byl natočen němý film A Romance of Burke and Wills Expedition of 1860. Zápletka je však z větší části smyšlená a se skutečnou expedicí má jen málo společného. Další film s názvem Burke & Wills přišel do kin v roce 1985.
V listopadu 2009 vyrazila Královská australská mincovna (Royal Australian Mint) u příležitosti 150. výročí expedice dvě série památečních mincí v hodnotách 1 australský dolar a 20 centů.